# دولار أيزنهاور

كان دولار أيزنهاور (بالإنجليزية: Eisenhower dollar)‏، عملة معدنية بقيمة دولار واحد أصدرتها دار سك العملة الأمريكية من عام 1971 إلى عام 1978. كانت أول عملة من تلك الفئة تصدرها دار سك العملة منذ انتهاء سلسلة دولار السلام في عام 1935. تصور العملة الرئيس دوايت أيزنهاور على الوجه، وعلى ظهرها صورة منمقة تكرم مهمة أبولو 11 إلى القمر عام 1969 بناء على رقعة المهمة التي صممها رائد الفضاء مايكل كولينز. تم تصميم كلا الجانبين من قبل فرانك غاسبارو.

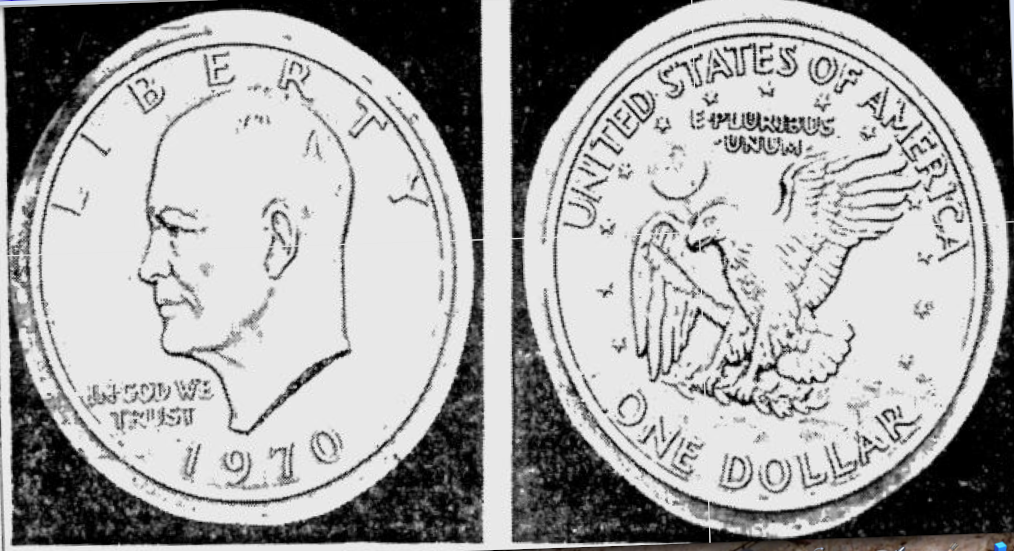
تصميم دولار أيزنهاور كما صدر عن وزارة الخزانة في يناير كانون الثاني 1971 (ربما من صور GALVANO))

## الجمع
عملة دولار أيزنهاور غير نادرة، نتيجة لذلك فإن العملات المعدنية غير مكلفة نسبيًا ويمكن الحصول على المجموعة الكاملة بدون أي صعوبة. يمكن صهر العملات الفضية منخفضة التكلفة إلا أن هذا الفعل غير عملي مع دولار أيزنهاور بسبب قلة المعدن الثمين به. قد يكون استكمال مجموعة من القطع الخاصة أمرًا صعبًا ومكلفًا خاصة بالنسبة لإصدارات عامي 1971 و1972 من دار سك فيلادلفيا أو دنفر.

## أرقام السك
| العملات المتداولة: - 1971 47,799,000 - 1971-D 68,587,424 - 1972 75,890,000 - 1972-D 92,548,511 - 1973 1,769,258 - 1973-D 1,769,258 - 1974 27,366,000 - 1974-D 45,517,000 (لا توجد عملات مصدرة 1975) - 1776–1976 النوع I 4,019,000 - 1776–1976-D النوع I 21,048,710 - 1776–1976 النوع II 113,318,000 - 1776–1976-D النوع II 82,179,564 - 1977 12,596,000 - 1977-D 32,983,006 - 1978 25,702,000 - 1978-D 33,102,890 | عملات الفضة: - 1971-S 6,868,530 - 1972-S 2,193,056 - 1973-S 1,883,140 - 1974-S 1,900,156 - 1776–1976-S 4,908,319 | الخاصة: - 1971-S فضة 4,265,234 - 1972-S فضة 1,811,631 - 1973-S clad 2,760,339 - 1973-S فضة 1,013,646 - 1974-S clad 2,612,568 - 1974-S فضة 1,306,579 - 1776–1976-S clad النوع I 2,845,450 1975) - 1776–1976-S clad النوع II 4,149,730 (1976 ( - 1976-S فضة 3,998,621 - 1977-S 3,251,152 - 1978-S 3,127,781 |

### ثبت المراجع
- Bowers، Q. David (1993). Silver Dollars and Trade Dollars of the United States: A Complete Encyclopedia. Wolfeboro, NH: Bowers and Merena Galleries, Inc. ISBN:0-943161-48-7.
- Yeoman، R.S. (2013). A Guide Book of United States Coins 2014 (ط. 67th). Atlanta, GA: Whitman Publishing, LLC. ISBN:978-0-7948-4180-5.
- Morgan، Charles (21 مارس 2012). "When dealing with Eisenhower Dollars, grade is everything". CoinWeek. مؤرشف من الأصل في 2022-12-27. اطلع عليه بتاريخ 2013-04-23.

## روابط خارجية
- PCGS Price Guide for Eisenhower Dollars
- Eisenhower Dollar Mintages at coinfacts.com
- Eisenhower Dollar pictures